# 人狼機ウィンヴルガ
『人狼機ウィンヴルガ』（じんろうきウィンヴルガ）は、綱島志朗による日本の漫画。『チャンピオンRED』（秋田書店）にて、2016年10月号から2022年6月号まで連載された後、『ヤングチャンピオン烈』（同社刊）に移籍して『人狼機ウィンヴルガ 叛逆篇』の題名で2023年No.1から連載中。ジンキシリーズの一作であり、ロボットの戦闘だけでなく、性暴力や女性のヌードのシーンも多い。

## あらすじ
いくつもの階層で成り立つ世界。最下層の街「ボイド・ミューラー」で暮らす少女、真白・ミューラーは妹のように可愛がっていた少女マイや父のケンとともに平穏に過ごしていたが、「ドミネイター」と呼ばれる者たちに襲撃され、平和は終焉を迎える。層の向こう側では、男性は奴隷にされ、女性はドミネイターの男たちの慰みものにされる過酷な現実があった。真白たちの暮らす町も例外はなく、その脅威にさらされてしまう。そこで最愛の妹であるマイがドミネイターの男になぶり殺された姿を目撃して怒り狂った真白に呼応する、ウィンヴルガという「人機」があった。
真白の怒りの感情を気に入ったウィンヴルガは彼女を操手として迎える。そして「ボイド・ミューラー」の一つ上の「ボイド・ティンベイ」で出会ったマイに似た女性戦士・飛花と出会う。一方、ドミネイター側も根室大二郎が真白を陵辱したいと執着し精鋭部隊「エイト・ラウンズ」に彼女の捕獲を依頼したことがきっかけで、「エイト・ラウンズ」メンバーと真白が関わり、彼らの価値観にも変化をもたらしていく。真白は戦いの中で、ウィンヴルガとの絆を育んでいく。それと同時に世界の謎や真白自身の出生の秘密も明らかになっていく。

## 登場人物

### 主要人物
真白・ミューラー（ましろ・ミューラー）
平和な世界ボイド・ミューラーで育った少女。「ドミネイター」の襲来で大切な人たちを傷つけられたことに怒り、人機ウィンヴルガに乗ることとなる。すでに滅ぼされた国のゲリラ部隊、女性たちの「赤い戦線」、アヴァン・ルージュに身を寄せ、ドミネイターとの戦闘に身を投じていく。
妹のように可愛がっていたマイを強姦されたあげく殺され、故郷や親しい人間も殺害されたためドミネイターの恨みは強い。ただし、子供であったゼインはとどめを刺すことはできなかった。
真白の外見である赤い眼と白い肌は、希少な存在と語られ、ドミネイターに狙われている。
実は天津之黄泉の王族の血を引くが、実両親は彼女の物心つかぬうちに姿を消していた。養父のケンが実父でないことには薄々気がついており、再会した彼から真実を告げられても父親が二人いることを前向きに喜んでいる。「叛逆篇」時点では行方知れずになっている。
ウィンヴルガ
真白の搭乗する人機。星形三番機と呼ばれる特殊な人機であり、搭乗者の感情を動力に変えることができる。普段は青い装甲の狼の形状をしており、変形して人型になる。真白の怒りの感情を気に入っている。音声やAIの人格は男性様であるらしい。植物・物を食べることで衣服を作る、コックピットは治療機能（怪我の範疇として純潔すら復活させられる）もついている上に風呂代わりにも出来るなど、戦闘以外でも便利な機能が多い。
飛花・ルージュ（ひばな・ルージュ）
元｢紅い戦線｣のエースパイロット。一見するだけで武器や人機の扱いを習得する特技を持つが、当初は機体に恵まれなかった。真白のことを｢姉さん｣と呼んで慕っており、真白に同行している。
ウィン
「叛逆編」の主人公である少女。口調は男性のような荒っぽいもの。記憶のないままとボイド・シンで目覚めるが「誰かが助けを待っている」という感覚を持っており、ニゴウに拾われ戦闘や性技などを5年間仕込まれる。
ドールマンの導きもあり人機「ヴェイン」に搭乗することになる。やがて自分が「転生機」であることを知り、真白がまだ生きているのではと思い助けにいく決意をする。
ウィンヴェイン
元々は「星形二番機　ヴェイン」で、ボイド・シンで死蔵も同然の状態にあったが、ウィンの搭乗により「ウィンヴェイン」として蘇った。

### ドミネイター
根室 大二郎
元老院議長の息子で大尉。 父親の威光で任務に失敗しても大した処分がされないことから軍内でも陰口を叩かれており、また部下だけでなく上司のロックウェルを見捨てることにも躊躇のない冷酷さを持つ。典型的なドミネイターの男性で、赤い眼と白い肌の女性を「孕ませると幸福になる」という迷信を信じており、真白を自分の物にしようとする。そのため特殊部隊エイト・ラウンズに真白を捕獲するように依頼する。
ロックウェル
少佐。マイを陵辱し死なせてしまったため、真白の怒りを呼び覚ましウィンヴルガ覚醒と真白搭乗の事態を招いてしまう。エルゴに搭乗して立ち向かうも一太刀で乗機を破壊され、丸腰で機体の外に放り出される。命乞いをするも真白には許されずウィングルガのパンチで潰されて死亡した。
ゼイン
エースパイロットとして活躍する少年。｢エイト・ラウンズ｣の一員。
ドミネイターにしては女性に優しく、乱暴はしないが、陵辱を止めようともしない。ドールマンとグロリアの愛のある性交を見て、自分も真白とあのような愛のある性交をしたいと思うようになる。
勠王（りくおう）
ゼノンの搭乗する人機。黒い装甲。
ドールマン
｢エイト・ラウンズ｣の隊長の男性。女好き。ドミネイターの男性の中で唯一女性に優しく、セックスは愛のある行為と考えている人格者。娼宿に頻繁に出入りするが、娼婦達にも優しいため嬉しがれている。
グロリアが幼いころに犯されそうになった現場を目撃して助けており、自分の持つ特権で兵士にしている。真白と交戦して敗北した罰として公然陵辱されるグロリアを助けて、衆人環視の中で性交し、多くのドミネイターの男性の価値観に変化をもたらした。「叛逆編」ではなぜかドミネイターを離れてボイド・シンにおり、ウィンをヴェイン搭乗に導く。
グロリア・ルイーズ
女性兵士。｢エイト・ラウンズ｣の一員。黒星無しという戦歴から大尉にまで昇格し、ドミネイター女性からの人気は高く女性兵士や娼婦にも「グロリア様」と呼び慕われる。
出世して自分の部隊を持ち、いずれは過酷な状況に置かれている女性兵士達を助けたいと思っている。生身の戦闘力も高く大柄な男性複数を倒せるほど。
生まれてすぐは、普通に養成されていたものの、自分の行く末を知り脱走。捕まって犯されそうになったところを助けて貰ったドールマンに好意を寄せており、彼と結ばれて子供を作るために兵士になり、処女を守ってきた。
真白と交戦し、その敗戦の責任から公開で陵辱されかけるが、ドールマンに乱入され処女を捧げ、彼の子供を身ごもる。
「叛逆編」ではドールマンとの子を出産した後であるが、産んだ子は真白に保護されて離れ離れの状態にあり彼女自身は最高司令に捕まり人質となってしまう。
ネクトゥ
｢エイト・ラウンズ｣の一員。真白を一時敗北させるも、彼女に手を出し掛けたことがグロリアにバレて制裁を受ける。
朱雷蛾（しゅらいが）
ネクトゥの搭乗する人機。飛行ができ、人の心を操ることができる能力を持つ。
ケン・カオルナイト
かつてドミネイターの兵士だったが、真白の実父であるリョウとの出会いで離反。その後両親から引き離されることとなった真白の養父となりボイド・ミューラーに逃れて彼女を育てていた。
ガイ・カオルナイト
新生アヴァン・ルージュへの攻撃を請け負った隊長。

### 紅い戦線（アヴァンルージュ）
ボイド・ミューラーの上の階層の女性たちで成り立つ、ドミネイターに対抗する組織。、無理矢理強姦するドミネイター対策として子宮に爆弾を仕込んでいる。しかし、技術者などは爆弾を搭載していない。
フォルカ
元々は歩兵。人材不足により人機パイロットとなったが敗北してしまう。子宮に爆弾を仕込んでいるため強姦がされなかったが、代わりに酷い暴力を受けることになる。
ミドリ
元は人機開発者。人材不足により人機パイロットとなり、ツーマンセルの機体でフォルカと組んで出撃するが、敗北してドミネイターに暴行されて男性への憎しみを募らせ、豹変してしまう。
アマガネ・アザキ
｢紅い戦線｣　のリーダーだった女性。飛花のあり方に大きな影響を与えるが、飛花が戦線に参加するようになってまもない頃、彼女の眼前で散った。

### 天津之黄泉（あまつのよみ）
青歌（あおか）
天津之黄泉の姫。まだ幼く、王族の重圧から国を脱走した。真白に天津之黄泉を壊して欲しいと嘆願する。母親は第二王女の静奈であるため、実は真白の従姉に当たるがボイドの時間の流れの違いにより、見かけの年齢より実は年上。
ヨミ
天津之黄泉に所属する女性。兵士であり、部隊長。通称｢黒巫女（くろみこ）｣と呼ばれ、敵味方問わず畏れられている。脱走した青歌を連れ戻す任務を受けていた。
天津白銀（あまつしろがね）
天津之黄泉の第一王女で、真白の実母。王族ながら気が強く、捕虜となってもへこたれない。ある事情から真白と長らく離れていた。

### 転生機
ニゴウ
「蒼の魔女」と呼ばれ、女性の姿をしている。キュウの主人であり、ウィンを拾い名をつけ鍛え上げる。眼帯を巻いており、目は悪くなっているらしい。
キュウ
ニゴウに仕えている女性。

### その他
マジコ
｢壁の守人｣と呼ばれる人物。見た目は幼い姿をしている。
マイ
真白がボイド・ミューラーにいた頃に親しくしていた年下の少女。真白には妹のように可愛がられていたが、ドミネイターの襲撃でさらわれロックウェルに陵辱の末惨殺されてしまう。容姿は飛花に似ている。
ユキ
マイの母親。ドミネイター襲来時に連れ去られてしまう。
シイ
ユキの二番目の娘で、マイの妹。生まれたばかりだったがドミネイターの襲撃で家族と引き離されてさらわれる。
ミト・エルト
番外編に登場した少女で、元はボイド・ミューラーの医療センターで看護見習いをしていた。ドミネイターの襲撃でさらわれて売られ、処女を奪われたがその恨みから買い手の男を殺して逃亡。しかし再び捕まって実験材料にされる日々の中、真白の活躍を知って心の支えにしている。

## 作中用語
ボイド・ミューラー
真白達が暮らしていた階層。上部の階層のものには「聖域」と呼ばれていたが、ドミネイターの襲撃で壊滅。
ボイド・ティンベイ
「アヴァン・ルージュ」メンバーらが暮らしていた、ミューラーのすぐ上の階層。長らくアヴァン・ルージュが防衛していたが敗れたことにより、ミューラーへの侵攻を許すことになってしまう。
ボイド・エイヴァーン
ドミネイターの出身地で、前線指令基地がある階層。
ボイド・シン
「叛逆編」の舞台で、海が存在する。
ドミネイター
真白の上層部の層にある極端な男尊女卑社会の国家。男性は粗暴で下劣な人間が多く。女性については性奴隷としか見られてない。女性兵士も死亡率の高い任務につかされ、夜は男性兵士の慰め物になり、失敗したら懲罰室で男達に輪姦される。
帝国主義で各層の国々を侵略する。その社会形成になったのはドミネイターの男性に愛が無く、このような社会性でしか人口を維持できなかったためである。ドミネイター男性の精子の寿命は通常の2倍であり、避妊薬も40パーセントしか効果がない。
反面、遺伝子上の問題から出生率や生存率の低下が問題視されている。
転生機
人機が操主への強い愛着から人間の姿に転生したもの。「叛逆編」ではニゴウ、キュウ、ウィンが相当する。

## 書誌情報
- 綱島志朗 『人狼機ウィンヴルガ』秋田書店〈チャンピオンREDコミックス〉、全10巻
  1. 2017年1月20日発売[3][4]、ISBN 978-4-253-23616-4
  2. 2017年7月20日発売[5]、ISBN 978-4-253-23617-1
  3. 2018年1月29日発売[6]、ISBN 978-4-253-23618-8
  4. 2018年8月20日発売[7]、ISBN 978-4-253-23619-5
  5. 2019年2月20日発売[8]、ISBN 978-4-253-23620-1
  6. 2019年10月18日発売[9]、ISBN 978-4-253-23622-5
  7. 2020年2月20日発売[10]、ISBN 978-4-253-23623-2
  8. 2020年9月17日発売[11]、ISBN 978-4-253-23624-9
  9. 2021年4月20日発売[12]、ISBN 978-4-253-23625-6
  10. 2021年12月20日発売[13]、ISBN 978-4-253-23653-9
- 綱島志朗 『人狼機ウィンヴルガ 叛逆篇』秋田書店〈チャンピオンREDコミックス〉、既刊3巻（2025年1月20日現在）
  1. 2023年7月20日発売[14]、ISBN 978-4-253-31091-8
  2. 2024年4月18日発売[15]、ISBN 978-4-253-31092-5
  3. 2025年1月20日発売[16]、ISBN 978-4-253-31093-2